# Heinz Benthien
Heinz-Robert Benthien (* 19. August 1917 in Hamburg; † 6. Februar 1981 ebenda) war ein erfolgreicher deutscher Tischtennisspieler. Er wurde 1944 deutscher Meister im Einzel.

## Leben

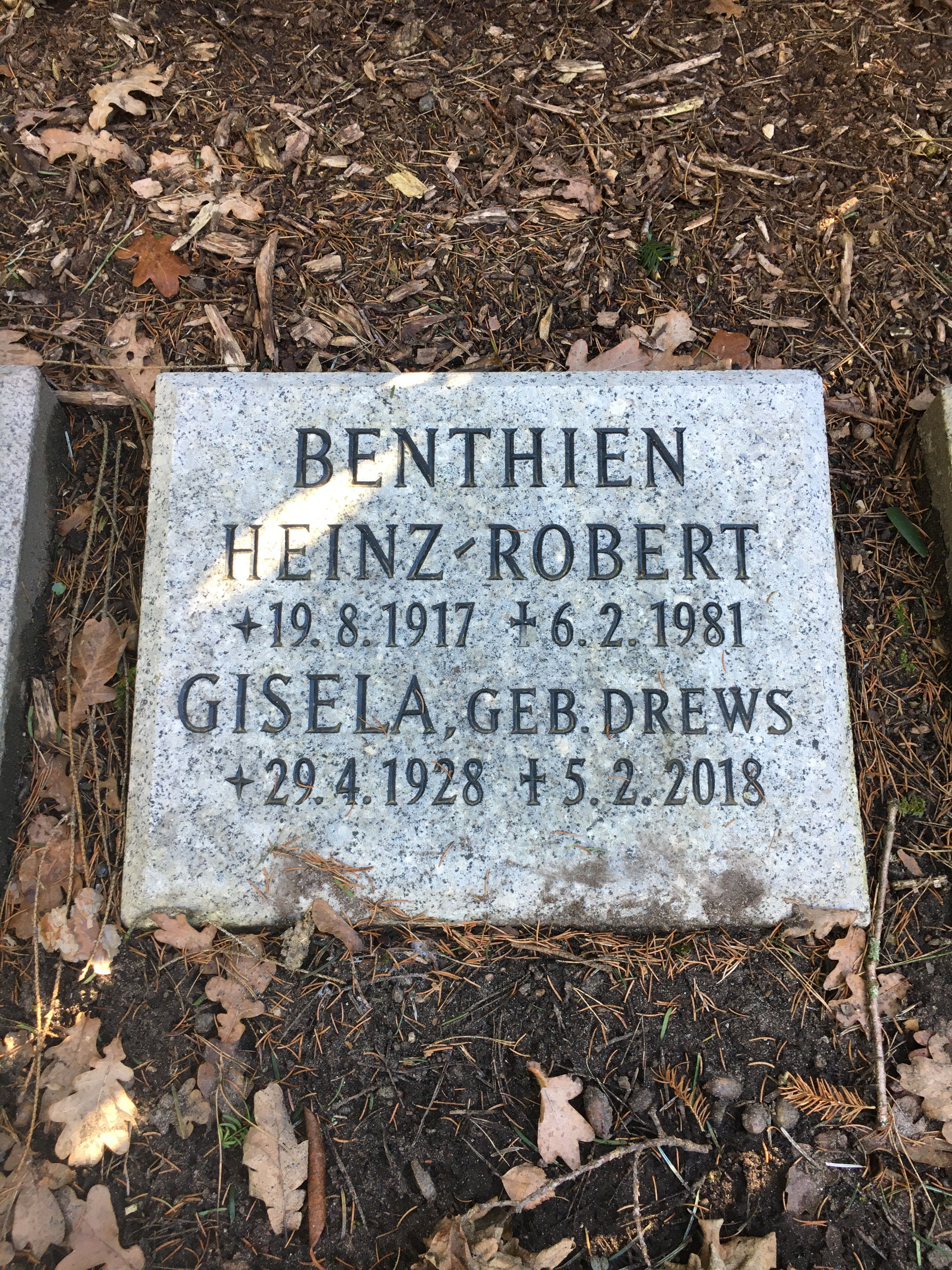
Kissenstein in der Familiengrabstätte auf dem Friedhof Ohlsdorf

Heinz Benthien war der jüngere Bruder von Paul Benthien (der 1933 auch deutscher Meister wurde). Heinz trat zwischen 1933 und 1937 11-mal für die deutsche Nationalmannschaft an und nahm an zwei Weltmeisterschaften teil. Er spielte zeit seines Lebens beim Hamburger SV.
Benthin wurde in der Familiengrabstätte auf dem Friedhof Ohlsdorf beigesetzt. Sie liegt im Planquadrat N 26 an der Cordesallee westlich von Kapelle 10.

## Erfolge
- Teilnahme an Tischtennisweltmeisterschaften
  - 1933 in Baden:  7. Platz mit Herrenteam
  - 1937 in Baden:  11. Platz mit Herrenteam

- Nationale deutsche Meisterschaften
  - 1939 in Frankfurt/Main: 4. Platz Einzel
  - 1940 in Baden: 3. Platz Doppel (mit Heinz Raack), 3. Platz Mixed (mit Hilde Bussmann)
  - 1943 in Breslau: 2. Platz Einzel, 2. Platz Doppel (mit Erwin Münchow), 2. Platz Mixed (mit Astrid Hobohm)
  - 1944 in Breslau: 1. Platz Einzel, 3. Platz Doppel (mit Erich Deisler)
  - 1947 in Heppenheim: 4. Platz Einzel, 4. Platz Doppel (mit Erich Deisler)

- Internationale Meisterschaften
  - 1935 in Hamburg: 2. Platz Doppel (mit Jupp Fileborn)

- Deutsche Mannschaftsmeisterschaften mit dem Hamburger SV
  - 1937 in Frankfurt/Main: 1. Platz
  - 1938 in Hamburg: 1. Platz
  - 1939 in Hamburg: 2. Platz

- Gaumeisterschaften
  - 1934 in Braunschweig: 1. Platz mit Nordmark
  - 1936 in Gelsenkirchen: 1. Platz mit Nordmark

- Ranglistenplätze
  - 1938–1939: 3. Platz der deutschen Rangliste

## Turnierergebnisse
| Verband | Turnier           | Jahr | Ort   | Land | Einzel    | Doppel    | Mixed        | Team |
| ------- | ----------------- | ---- | ----- | ---- | --------- | --------- | ------------ | ---- |
| GER     | Weltmeisterschaft | 1937 | Baden | AUT  | letzte 64 | letzte 32 | keine Teiln. | 11   |
| GER     | Weltmeisterschaft | 1933 | Baden | AUT  | letzte 32 | letzte 32 | keine Teiln. | 7    |